# Blühstreifen
Ein Blühstreifen ist ein mit Saatgut meist bunt blühender Pflanzenarten eingesäter Streifen Land, meist am Rande eines Ackers, der zur Förderung der lokalen Biodiversität dienen soll. Blühstreifen werden meist im Rahmen von Agrarumweltmaßnahmen durch Landwirte angelegt, daneben gibt es aber auch von privaten Initiativen, Naturschutzverbänden oder öffentlichen Trägern angelegte, die dann auch innerhalb von Siedlungen (im urbanen Umfeld) liegen können. Die Dauerhaftigkeit, Größe und Breite von Blühstreifen und die jeweilige Zusammensetzung des Saatguts sind variabel und hängen von zahlreichen Faktoren, vor allem den angestrebten Zielen und den lokalen Fördermodalitäten, ab. Blühstreifen wurden in Europa zuerst in den 1990er Jahren eingeführt. Blühstreifen werden außerdem im Vertragsnaturschutz auch im Zuge der Eingriffsregelung, als sogenannte produktionsintegrierte Kompensationsmaßnahmen, eingesetzt. Sie gehören zu den Saumbiotopen.

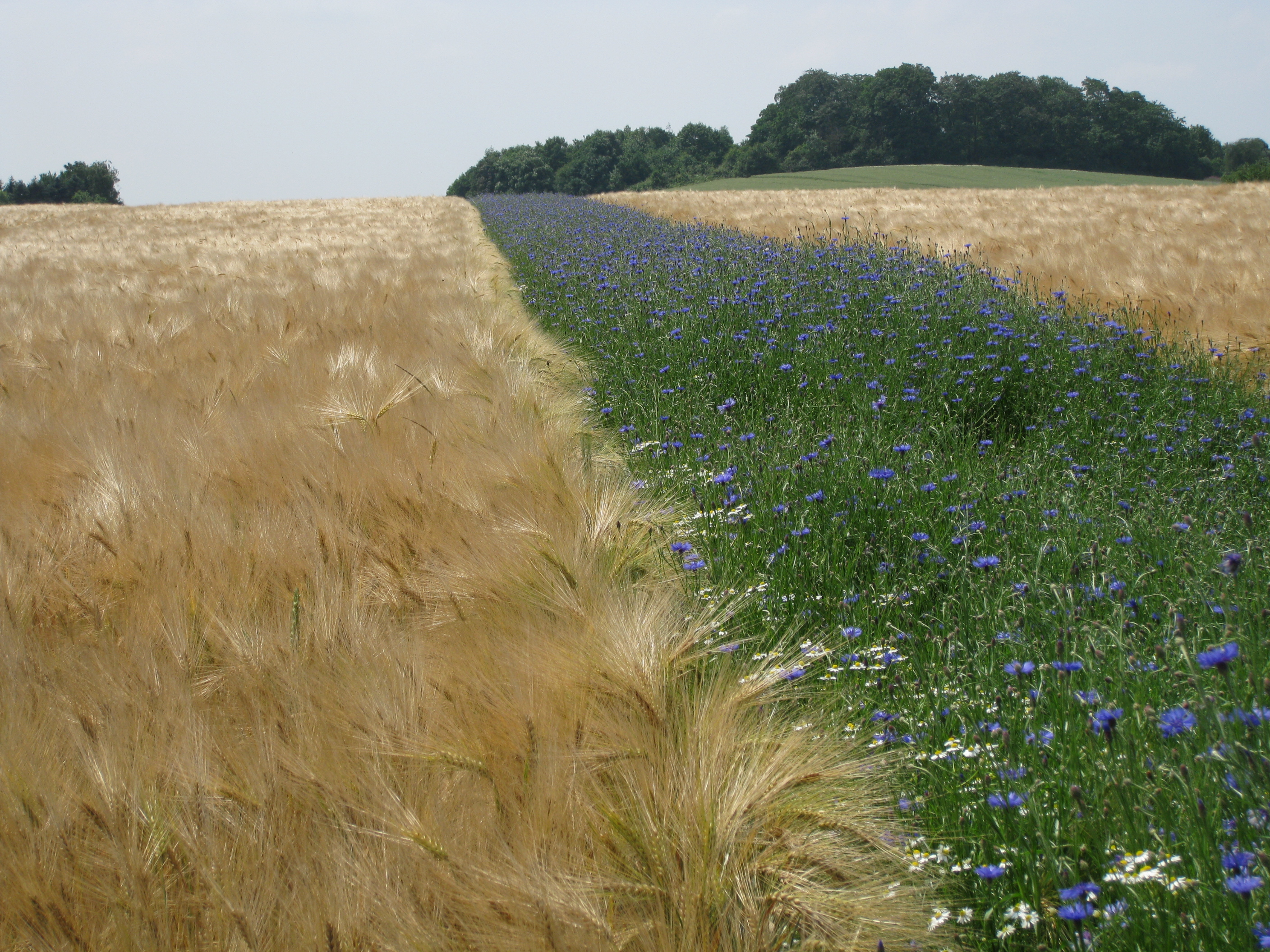
Blühstreifen mit Kornblumendominanz im Getreidefeld als Feldversuch am Mechtenberg

## Ausgestaltung
Es gibt zahllose verschiedene Formen von Blühstreifen. Einige verwenden Saatgut aus einjährigen Arten oft aus der Gruppe der Ackerunkräuter, während andere teilweise oder ganz mehrjährige Pflanzen, meist bunt blühende Wiesenblumen verwenden, entweder mit Beteiligung von Gräsern oder ganz ohne solche. Oft werden Blühstreifen mit nektar- oder pollenreichen Blüten, zum Beispiel aus der Familie der Schmetterlingsblütler, angelegt, um besonders Bienen und andere blütenbesuchende Insekten zu fördern. Die Blühstreifen werden im Regelfall einmal jährlich abgemäht, bei Einjährigen aber auch umgebrochen und neu eingesät. Ausnahme ist die Schweiz, wo sie oft bis zu sieben Jahre unbearbeitet gelassen wurden. Bevorzugt eingesetzt werden regionale Pflanzen (Saatgut aus gebietseigener Herkunft), für die meisten Anwendungsbereiche ist dies ab 2020 in Deutschland gesetzlich vorgeschrieben.
Empfohlen wird eine Ansaat im Spätsommer (August bis September), ebenso ist auch das Frühjahr (März bis April) möglich. Wird der Blühstreifen in einem bereits etablierten Vegetationsbestand, zum Beispiel einer Grünlandfläche oder einem Rasen, angelegt, sollte vorher der Boden durch Fräsen, Grubbern oder Pflügen vorbereitet werden. Die Samen der Wildpflanzen keimen erst nach zwei bis drei Wochen auf ausreichend feuchtem Boden. Da die meisten Arten Lichtkeimer sind, darf das Saatgut nicht in den Boden eingearbeitet werden. Meist werden Ansaatstärken von 2 (1 bis 3) Gramm pro Quadratmeter ausgesät, nicht selten aber auch dünnere Saaten von 0,4 bis 0,5 Gramm pro Quadratmeter, aus praktischen Gründen oft mit einem Füllstoff vermischt. Eine dünne Mulchauflage ist bei trockenen Bedingungen vorteilhaft. Um unerwünschte, raschwüchsige Beikräuter wie Weißen Gänsefuß zurückzudrängen, wird einige Wochen nach der Aussaat ein sogenannter Schröpfschnitt durchgeführt. Um die Rosetten der erwünschten Arten nicht zu schädigen, wird eine Schnitthöhe von mindestens 10 bis 15 Zentimeter eingehalten.
Für die öffentliche Förderung von Blühstreifen sind in Deutschland die Bedingungen in jedem Bundesland etwas unterschiedlich. Gefordert wird eine Mindestbreite von 6 bis 12 Metern und ein vollständiger Verzicht auf Dünger und Pflanzenschutzmittel.

## Arten
Saatgutmischungen für Blühstreifen enthalten immer eine möglichst bunte Mischung verschiedener blühender Krautarten, etwa 12 bis 30 Kräuter.
Geeignete Arten für Blühstreifen als Saumbiotope werden gewöhnlich aus vier Gruppen ausgewählt:
- klassische Saumarten. z. B. Gewöhnlicher Dost, Kleiner Odermennig, Tüpfel-Hartheu.
- Frischwiesenarten. z. B. Wilde Möhre, Gemeine Schafgarbe, Wiesen-Flockenblume, Wiesen-Margerite.
- Halbtrockenrasenarten. z. B. Kleine Bibernelle, Kleiner Wiesenknopf, Skabiosen-Flockenblume.
- Ruderalarten trockener Standorte. z. B. Gewöhnliches Leinkraut, Weiße Lichtnelke, Wilde Malve.

Es ist hierbei unbedingt auf regional vorkommende Pflanzen zu achten, da es ansonsten zu einer Florenverfälschung kommen würde.

## Nutzen
Der ökologische Erfolg von Blühstreifen zur Förderung der Tier- und Pflanzenwelt wurde vielfach untersucht und ist heute gut dokumentiert. Blühstreifen beherbergen eine weitaus arten- und individuenreichere Insektenfauna als genutzte Agrarflächen. Gefördert werden allerdings vor allem häufigere Arten, während bestandsbedrohte Arten zwar auftreten, aber meist selten bleiben. Allerdings wurde bei etwa einem Drittel der Untersuchungen keine nennenswerte Verbesserung nachgewiesen, ohne dass Gründe für den Erfolg oder Misserfolg nachweisbar gewesen wären. Blühstreifen haben sich zudem als ökonomisch nützlich erwiesen, indem sie Bienen, welche als Bestäuber für die Landwirtschaft wichtig sind, fördern, das betrifft sowohl Wildbienen als auch die Honigbiene.
Bei mehrjährigen Blühstreifen nimmt der Blütenreichtum im Lauf der Jahre häufig ab, da viele eingesäte Pflanzen nach und nach ausfallen. Eine geringe Nutzwirkung, wegen der hohen Vegetationsdeckung von mehrjährigen Blühstreifen gegenüber anderen Agrarbiotopen, war bei Vögeln der Feldlandschaft feststellbar. Zum Beispiel waren sie als Artenschutzmaßnahme für die Schleiereule unwirksam.
Blühstreifen werden als Agrarumweltmaßnahme auch aus der Landwirtschaft gegenüber anderen Agrarumweltmaßnahmen bevorzugt. So wies der Deutsche Bauernverband in einer Pressemitteilung darauf hin, dass Deutschlands Bauern 2018 über 200.000 Kilometer Blühstreifen in Deutschland angelegt hätten.

## Einfluss auf Schädlinge
Der Einfluss der Blühstreifen auf Schädlingsarten ist uneinheitlich. In einer Übersichtsarbeit wurde in 13 Arbeiten ein Rückgang von Schädlingen festgestellt, in 5 Arbeiten wurden Schädlinge häufiger, in 8 Arbeiten war keine Auswirkung messbar. In einer Vergleichsuntersuchung über den Schädlingsbefall in Winterweizen war die Dichte von Getreideschädlingen in Äckern, die an Blühstreifen angrenzten, deutlich geringer als in Äckern ohne solche. Als möglicher Grund wurde die Förderung von natürlichen Feinden (Nützlingen) angenommen. In einer Untersuchung im Raps wurde weder eine Förderung noch eine Verringerung von Schädlingen festgestellt.

## Kritik
Blühstreifen sind in der Öffentlichkeit beliebt und stoßen sowohl bei Naturschützern wie bei Landwirten auf hohe Akzeptanz. Dennoch gibt es in Einzelfällen auch Kritik daran. So sehen einige Artenschützer eine Konkurrenzsituation zu nicht eingesäten Ackerrandstreifen zur Förderung der bedrohten spontanen Ackerwildkraut- oder auch Segetalflora. Einige botanische Artenschützer befürchten aufgrund möglicherweise zu standardisiertem oder nicht genügend lokal angepasstem Saatgut eine Florenverfälschung.